# Olympische Jugend-Sommerspiele 2014/Teilnehmer (Iran)
| Gelbes Symbol für Goldmedaillen mit stilisierten Olympischen Ringen | Graues Symbol für Silbermedaillen mit stilisierten Olympischen Ringen | Braundes Symbol für Bronzemedaillen mit stilisierten Olympischen Ringen |
| ------------------------------------------------------------------- | --------------------------------------------------------------------- | ----------------------------------------------------------------------- |
| 3                                                                   | —                                                                     | 3                                                                       |

Die Jugend-Olympiamannschaft der Islamischen Republik Iran für die II. Olympischen Jugend-Sommerspiele vom 16. bis 28. August 2014 in Nanjing (Volksrepublik China) bestand aus sechzehn Athleten.

## Athleten nach Sportarten

### Beachvolleyball
Jungen
- Keivan Sahneh
- Mohammad Reza Shobeiri
Gruppenphase

### Gewichtheben
Jungen
- Reza Beiralvand
Klasse bis 85 kg: 4. Platz
- Saeid Rezazadeh
Klasse über 85 kg: 4. Platz

### Judo
Jungen
- Ramin Safavieh
Klasse bis 100 kg: Gold

### Leichtathletik
Jungen
- Mohammad Reza Rahmani
400 m: 15. Platz
8 × 100 m Mixed: 22. Platz
- Javad Shouryabi
400 m Hürden: 9. Platz
8 × 100 m Mixed: 44. Platz
- Arian Zarekani
Hochsprung: 11. Platz
8 × 100 m Mixed: 21. Platz

### Reiten
- Saeid Kalantari
Springen Einzel: 23. Platz
Springen Mannschaft: 5. Platz (im Team Australasien)

### Ringen
Jungen
- Mohammad Reza Aghania
Griechisch-römisch bis 50 kg: Bronze
- Keramat Abdevali
Griechisch-römisch bis 50 kg: Bronze

### Schießen
Mädchen
- Najmeh Khedmati
Luftgewehr 10 m: 4. Platz
Luftgewehr Mixed: 10. Platz (mit Cristian Friman  Finnland)

### Schwimmen
Jungen
- Raham Peiravani
100 m Rücken: 32. Platz (Vorrunde)
200 m Rücken: 32. Platz (Vorrunde)

### Taekwondo
| Mädchen - Kimia Alizadeh Klasse bis 63 kg: Gold | Jungen - Mehdi Eshaghi Klasse bis 48 kg: Gold - Danial Salehimehr Klasse bis 73 kg: Bronze |